# Al-Asakir
Al-Asakir (arabisch العساكر, DMG al-ʿAsākir ‚die Soldaten‘) ist ein katarischer Dokumentarfilm, der sich kritisch mit den Auswüchsen der Wehrpflicht in Ägypten befasst.
Er wurde am 4. November 2016 veröffentlicht. Regie führte Imad Al-Din Al-Sayed.
Al-Asakir ist ein von Al-Jazeera produzierter Dokumentarfilm, der zeigt, was ägyptische Jugendliche während der Rekrutierungsphase erleben und wie sie die Zeit ihrer Wehrpflicht verbringen. Es werden die Details des Leidens der ägyptischen Jugend bei der Zwangsrekrutierung besprochen. Der Film erzählt auch Geschichten von Soldaten, die in kommerziellen Projekten für die Streitkräfte Ägyptens arbeiten, wie Farmen, Hotels und Fabriken.
Der Film zeigte auch durchgesickertes Filmmaterial aus der ägyptischen Kaserne.

## Kritik
Der Film war vor und nach der Ausstrahlung einer massiven Kritik von Seiten der ägyptischen Medien ausgesetzt.

## Reaktionen
Die Server von Al-Jazeera Net und Al-Jazeera Mubasher waren Denial-of-Service-Angriffen ausgesetzt, womit der Empfang des Filmes durch das Publikum gestört werden sollte. Tweets zum Thema Zwangsrekrutierung bei den Ägyptischen Streitkräften wurden mit dem Tag # Al-Asker verschlagwortet und Positionen zum Film ausgetauscht. Offiziell nahm die Ägyptische Regierung zum Film nicht Stellung. Ahmed Abu Zaid, ein Sprecher des ägyptischen Außenministeriums, stellte fest, dass es nicht die Aufgabe des Ministeriums sei, auf Werke eines privaten Satellitenkanals oder anderer Medien zu reagieren.